# Älvdals härad
Älvdals härad var ett härad i norra Värmlands län inom nuvarande Hagfors och Torsby kommuner. Häradet omfattade totalt 5 093km². Tingsplatserna låg från mitten av 1700-talet i Norra Skoga, därefter Råda (för Nedre tingslaget) samt från 1882 i Likenäs (för Övre tingslaget).

## Namnet
Från var ursprungligen känt som Eikis-heradit efter centralbygden kring Ekshärad redan i mitten av 1300-talet. I början av 1400-talet börjar namnet Elwedalen användas, efter namnet på den stora älven längs med vilken i stort sett all bebyggelse fanns.

## Vapen
Älvdals häradssigill visade ett armborst och en pil, vilket i olika varianter kom att användas av såväl Ekshärads som Norra Ny landskommuner innan dessa gick upp i Hagfors kommun respektive Torsby kommun år 1973.

## Geografi
Älvdals härad var beläget längs Klarälvens övre lopp, och var ursprungligen känt som Eikis-heradit.

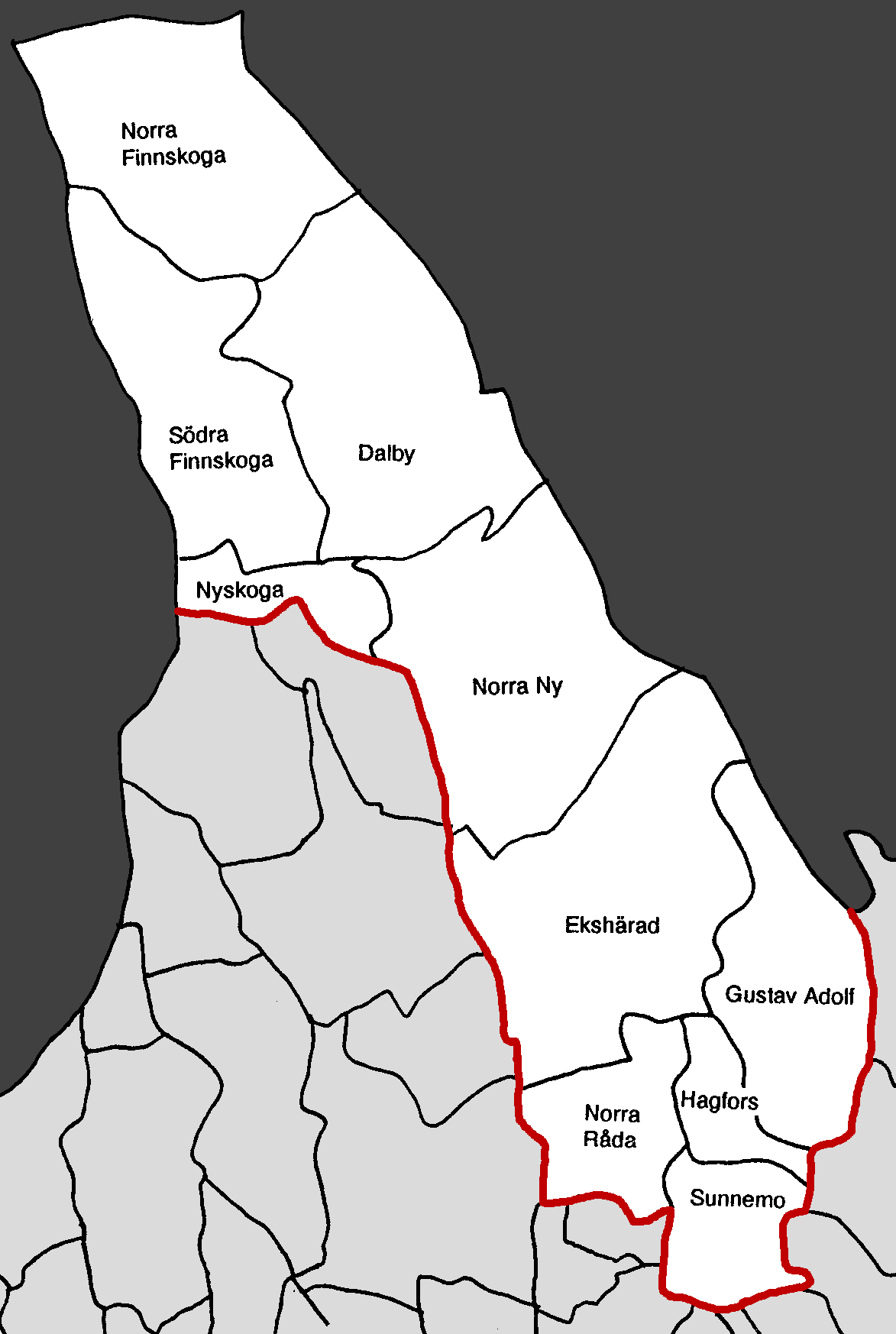
Bild över häradens socknar.

### Socknar

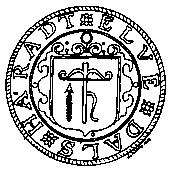
Älvdals härad sigill

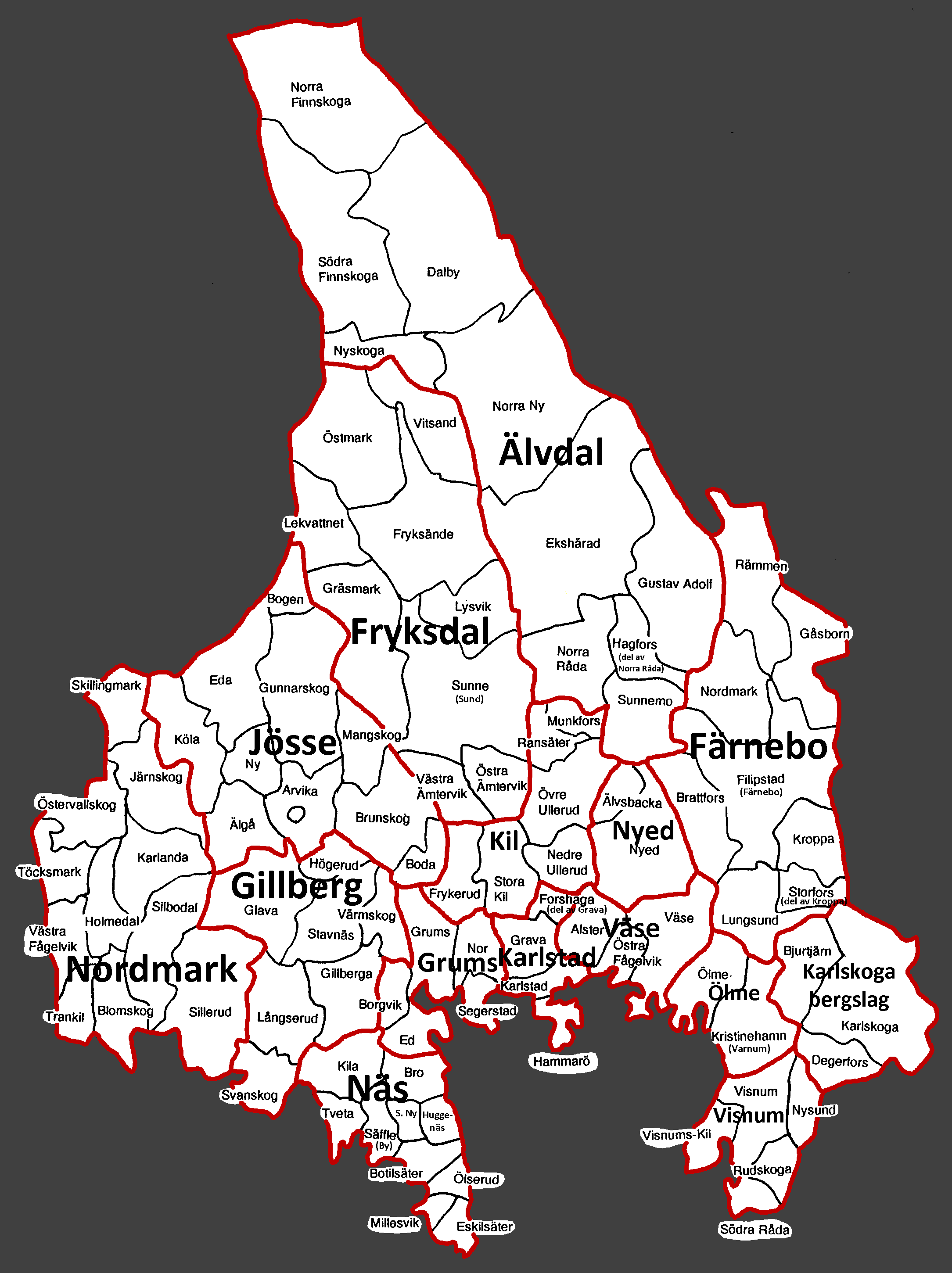
Värmlands härader.

I Hagfors kommun
- Ekshärad
- Norra Råda
- Sunnemo bildad 1653
- Gustav Adolf bildad 1789

I Torsby kommun
- Norra Ny
- Nyskoga bildad 1873
- Dalby
- Södra Finnskoga bildad 1831
- Norra Finnskoga bildad 1831

## Historia
Älvdals härad bestod från början av fyra socknar som sedermera delats till nio.

## Län, fögderier, domsagor, tingslag och tingsrätter
Häradet har från 1779 hört till Värmlands län, innan dess Närkes och Värmlands län. 
Häradets socknar hörde till följande fögderier:
- 1682-1825 Mellansysslets fögderi
- 1826-1885 Norrsysslets fögderi
- 1886-1966 Älvdals fögderi
- 1967-1990 Hagfors fögderi för Ekshärads, Norra Råda, Sunnemo, Gustav Adolfs socknar
- 1967-1990 Sunne fögderi för Norra Ny, Nyskoga, Dalby, Södra Finnskoga och Norra Finnskoga socknar

Häradets socknar tillhörde följande domsagor, tingslag och tingsrätter:
- 1680-1745 Älvdals tingslag i Karlskoga, Ölme, Visnums, Väse, Kils, Frykdals och Älvdals häraders domsaga
- 1745-1951 Älvdals nedre tingslag för Ekshärads, Norra Råda, Sunnemo, Gustav Adlofs socknar
Älvdals övre tingslag för Norra Ny, Nyskoga, Dalby, Södra och Norra Finnskoga socknar i
  - 1746-1755 Karlskoga, Ölme, Visnums, Väse, Kils, Fryksdals nedre, Fryksdals övre, Älvdals nedre, Älvdals övre och Nyeds häraders domsaga
  - 1756-1825 Karlstads, Kils, Fryksdals nedre, Fryksdals övre, Älvdals nedre, Älvdals övre och Nyeds häraders domsaga
  - 1826-1855 Fryksdals övre, Älvdals nedre och Älvdals övre domsaga
  - 1856-1864 Älvdals nedre och Älvdals övre domsaga
  - 1865-1951 Älvdals nedre, Älvdals övre och Nyeds häraders domsaga från 1952 kallad Älvdals och Nyeds domsaga
- 1952-1970 Älvdals och Nyeds tingslag i Älvdals och Nyeds domsaga

- 1971-2005 Sunne tingsrätt och dess domsaga
- 2005 Värmlands tingsrätt och dess domsaga

### Webbkällor
- Älvdals häradssigill på Wermlandsheraldik.se, 2009-02-25, kl. 15:59
- Nationella arkivdatabasen för uppgifter om fögderier, domsagor, tingslag och tingsrätter